# 厲公 (斉)
厲公（れいこう、？ - 紀元前816年）は斉（姜斉）の第9代君主。武公の子。

## 生涯
武公26年（前825年）、武公が薨去したため、子の無忌が立って斉君となる（以降は「厲公」と表記する）。
厲公は暴虐であった。厲公9年（前816年）、斉の国人たちは胡公の子を立てようとし、厲公を攻め殺した。しかしその際、胡公の子も戦死したので、斉の国人たちは厲公の子である赤（せき）を立てて斉君（文公）とした。文公は、父の殺害に加わった者たちを処刑している。

## 史料
- ウィキソースに以下の原文があります。
  - 『史記』　卷三十二 齊太公世家 第二
- 史記（繁体字中国語）